# Kapusta kwaszona

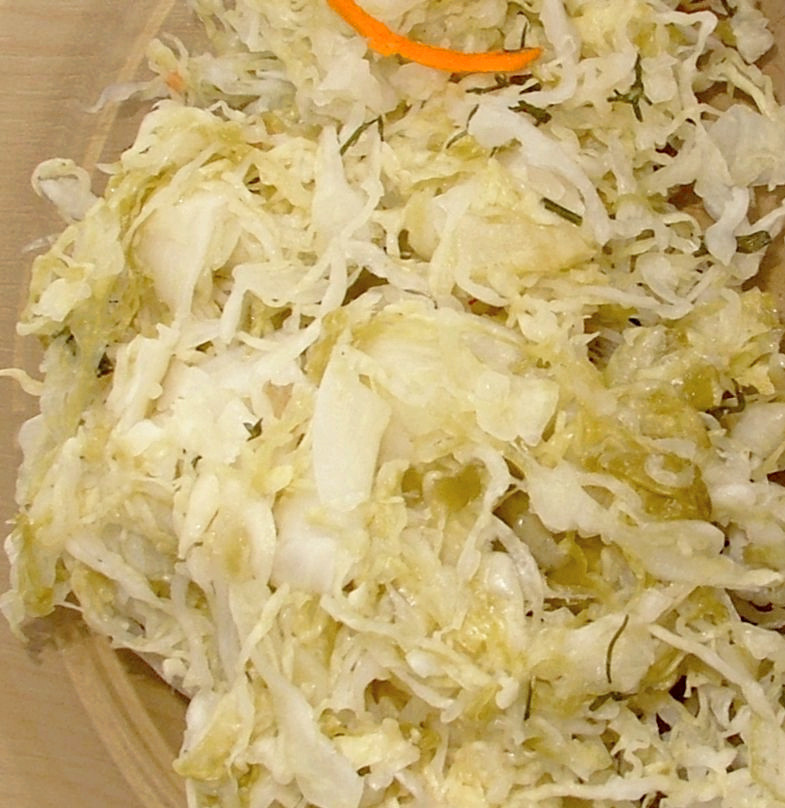
Kapusta kwaszona

Kapusta kwaszona, kapusta kiszona – szatkowana kapusta poddana kiszeniu przez zasolenie i fermentację (z udziałem szczepów bakterii mlekowych: Leuconostoc, Lactobacillus plantarum i Pediococcus). Cechuje się długą trwałością i silnym kwaśnym smakiem, który bierze się z obecności kwasu mlekowego powstającego w wyniku rozkładu cukrów (zawartych w świeżej kapuście) przez bakterie. Kiszona kapusta pojawia się w kuchniach wielu narodów, w szczególności północnej Europy. Podobnym do kiszonej kapusty jest mandżurskie danie suan cai.

## Nazwa
Kiszenie i kwaszenie są równoważnymi terminami, które mogą być używane zamiennie. Kapusta kwaszona i kapusta kiszona to synonimy oznaczające dokładnie ten sam produkt: kapustę poddaną naturalnemu procesowi fermentacji mlekowej, w wyniku którego cukry proste obecne w komórkach roślinnych zostają przekształcone w kwas mlekowy. Nieuczciwi producenci żywności, aby skrócić cały proces, dodają kwas octowy celem szybkiego zakwaszenia surowej kapusty – jednak nawet wtedy nie ma znaczenia nazwa, której później użyje taki nieetyczny wytwórca: zafałszowana może być zarówno kapusta „kiszona”, jak i „kwaszona”. Potrawa taka, sporządzona z zastosowaniem kwasu octowego, to w rzeczywistości kapusta marynowana lub kapusta konserwowa.

## Sposób przygotowania (produkcji)

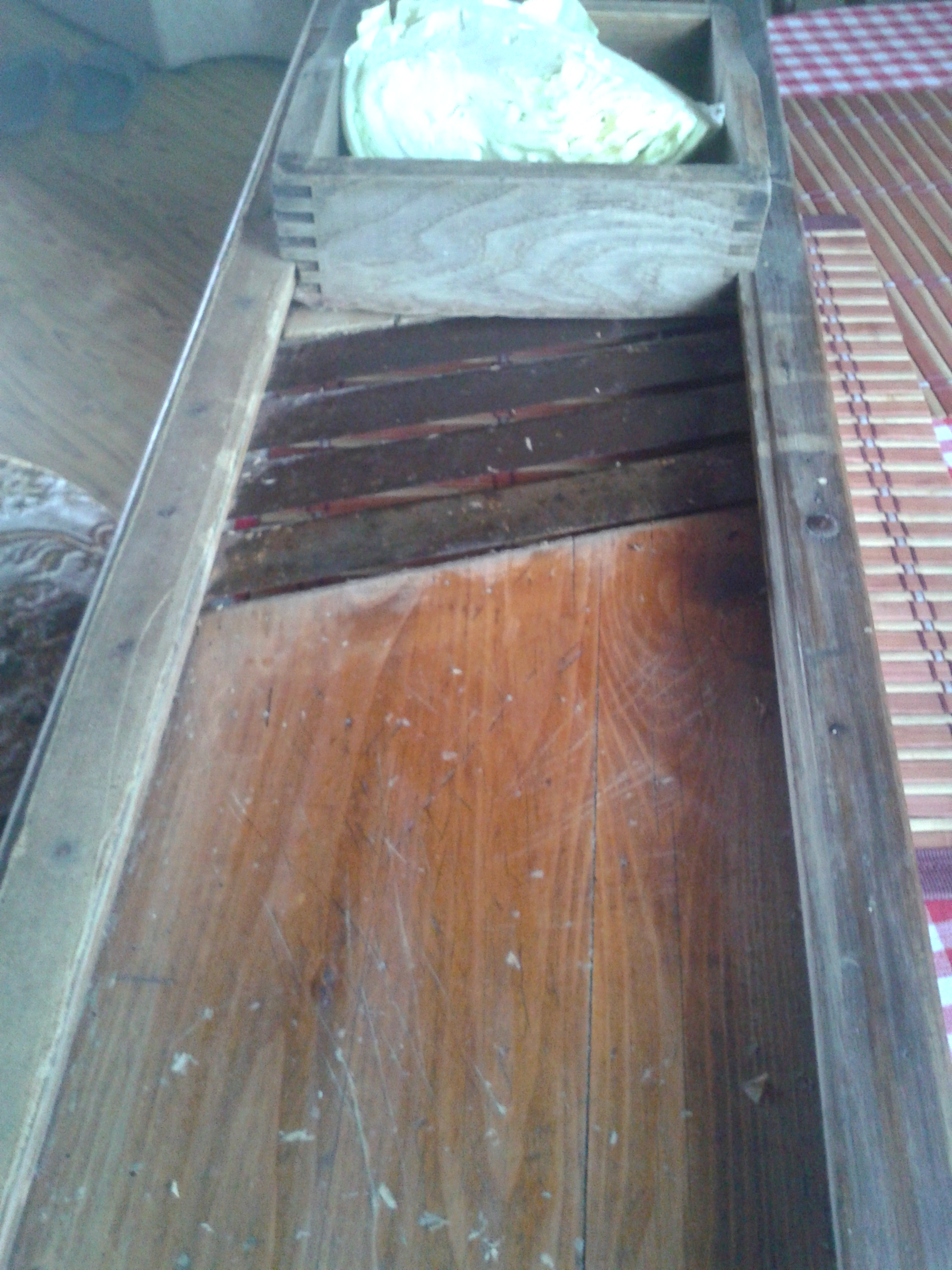
Ręczna szatkownica do kapusty

Surowcem do produkcji kiszonej kapusty powinny być kapusty o główkach twardych, bez oznak więdnięcia, o barwie białej lub jasnozielonej. W razie potrzeby, tj. przy zbyt dużej zawartości chlorofilu, kapustę należy umieścić na 2–3 dni w ciemnym pomieszczeniu, w temperaturze od 15 do 18 stopni Celsjusza. Proces ten zwany jest bieleniem i jego celem jest zmniejszenie zawartości chlorofilu oraz związków siarki odpowiedzialnych za nieprzyjemny zapach kapusty i gorzki smak gotowego produktu.
Następnie usuwa się liście zewnętrzne (od 4 do 6) oraz przycina głąb (równo z główką). Po usunięciu liści kapustę się szatkuje (czyli kroi na pasemka lub wiórki).
Równocześnie należy przygotować naczynia fermentacyjne. Tradycyjnie kapustę kisi się w kamionkowych naczyniach lub drewnianych beczkach. W produkcji na dużą skalę wykorzystywane są betonowe silosy osadzone pod ziemią. Kapustę przenosi się do naczyń fermentacyjnych natychmiast po pokrojeniu. Jest ona zasalana w sposób ciągły albo na każdą kolejną warstwę świeżo poszatkowanej kapusty sypie się sól, a następnie ubija, aż do całkowitego pokrycia powierzchni sokiem. Dodatek soli ma zarówno znaczenie smakowe, jak i przetwórcze. Dzięki osmozie z kapusty wydobywa się sok i wypełnia wolne przestrzenie między jej skrawkami, co przyczynia się do odcięcia dostępu tlenu i wpływa korzystnie na rozwój bakterii fermentacji mlekowej.
Po zapełnieniu około 90% pojemności naczynia (nie napełnia się całego naczynia, ponieważ w czasie fermentacji zwiększa się objętość kapusty na skutek wydzielania dwutlenku węgla), na powierzchnię nakładane jest lniane wygotowane płótno, a w warunkach domowych – liście kapusty. Następnie nakłada się deski z drewna niesmolistego z otworami umożliwiającymi wydobywanie się z naczynia gazowych produktów fermentacji. Na deski układane są obciążniki (np. kamienie bazaltowe lub granitowe) o masie wynoszącej 10%–15% masy kapusty.
Ważne jest, aby gazy fermentacyjne mogły się swobodnie wydostawać, dlatego też pojemnik nie może być całkowicie szczelny. Odprowadzenie gazów z dolnych warstw ułatwia przekłucie zaostrzonym, drewnianym kijem (około trzeciego dnia fermentacji). W dużych pojemnikach w narożnikach montowane są tak zwane kominki, czyli grube rury z tworzywa sztucznego z nawierconymi otworami.
W procesie fermentacji kapusty wyróżnia się trzy etapy: fermentację wstępną (początek fermentacji, możliwość rozwoju bakterii patogennych), fermentację burzliwą (po 2 lub 3 dniach, wydzielanie dużej ilości dwutlenku węgla powoduje burzenie się kapusty) oraz fermentację cichą (wytwarzają się związki zapachowe i smakowe). Po okresie fermentacji burzliwej kapustę dobrze jest przepakować. W Polsce w tym celu stosuje się beczki plastikowe lub drewniane.
Kiszona kapusta jest często spotykanym składnikiem w kuchniach: niemieckiej, francuskiej (głównie Alzacja), polskiej (składnik bigosu, kapuśniaku, pierogów), rosyjskiej i wielu innych kuchniach słowiańskich. Spożywa się ją także we włoskim regionie Friuli, gdzie jest znana pod nazwą capuzi garbi, a w Holandii jest częstym składnikiem stamppot. Kapusta jest jednym z warzyw kiszonych w kuchniach: koreańskiej (kimchi), japońskiej (tsukemono), chińskiej (suan cai) i filipińskiej (atchara).

## Skład i właściwości zdrowotne
Kapusta kwaszona powinna mieć skrawki kapusty jędrne i chrupkie, białe, jasnokremowe lub żółtawe. Sok powinien być nieznacznie mętny. Poza kapustą jako dodatki w produkcji stosowana jest marchew i jabłka. Jako przyprawy stosuje się kminek lub koper (do 1% masy produktu), ewentualnie kolendrę (do 0,1% produktu). Zawartość soli powinna wynosić od 1,5 do 2,5%. 
Wartość energetyczna kapusty kwaszonej (dla 100 g) wynosi 17 kcal. Produkt rynkowy składa się w 63% z wody. Węglowodany stanowią w nim 2,3%, błonnik 0,7%, białko 0,8%, kwasy organiczne 1,1%, popiół 2,1%.
Kwaszona kapusta zawiera liczne metabolity. Jest bogatym źródłem:
- witaminy C (dawniej była używana przez załogi okrętów jako środek przeciw szkorbutowi) – 20 mg w 100 g części jadalnych[6]
- wapnia i fosforu – odpowiednio 51 i 34 mg w 100 g części jadalnych[6]
- witaminy E
- naturalnych przeciwutleniaczy (karotenoidów, polifenoli)
- bakterii Lactobacillus rozkładających cukry w kwas mlekowy
- działających grzybo- i bakteriobójczo fitoncydów
- związków siarkoorganicznych.

Jednak niskie pH kwaszonej kapusty może niekorzystnie wpływać na wrażliwe żołądki osób, które jedzą ją na surowo. Jej spożywanie jest zalecane szczególnie w okresie zimowym, kiedy trudniej dostępne są świeże owoce i warzywa.
Właściwości zdrowotne wykazuje także sok z kiszonej kapusty, który jest źródłem probiotyków. Ponadto wzmacnia odporność organizmu, wspomaga odchudzanie i posiada działanie przeciwnowotworowe. 

## Przechowywanie
Kapusta kwaszona powinna być przechowywana w zalewie w temperaturze od 0 do 15 °C przy względnej wilgotności powietrza wynoszącej 90%. W miesiącach zimowych może być przechowywana przez trzy miesiące, a latem przez jeden miesiąc. W razie potrzeby ubytki zalewy mogą być uzupełniane roztworem składającym się z wody z dodatkiem 1,5% kwasu mlekowego i 2% soli kuchennej. Pojemniki z kapustą kwaszoną powinny być w całości wypełnione produktem.

## Święta kapusty kiszonej
W Phelps w Stanach Zjednoczonych co roku organizowane jest święto kiszonej kapusty. Podobny festiwal, zwany Krautfest, odbywa się także (od 1978) w niemieckim mieście Leinfelden-Echterdingen, gdzie świętuje się zakończenie sezonu kapuścianego w połowie października – festiwal ten odwiedza nawet 40 tysięcy gości.
Święto kapusty odbywa się również w Polsce, na początku września, w Charsznicy w województwie małopolskim. Podczas tego święta wybiera się króla i królową kapusty. Rejon ten słynie z produkcji wysokiej jakości kapusty kwaszonej, często eksportowanej i docenianej za walory na całym świecie.